# همپا (تکاب)
همپا (تکاب)، روستایی از توابع بخش تخت سلیمان شهرستان تکاب دراستان آذربایجان غربی ایران است.

## جمعیت
این روستا در دهستان چمن قرار دارد و براساس سرشماری مرکز آمار ایران در سال ۱۳۸۵، جمعیت آن ۳۸۴ نفر (۸۸ خانوار) بوده‌است. زبان اهالی این روستا زبان ترکی آذربایجانی با لهجه تکابی است و مردم آن شیعه مذهب هستند. این روستا دارای مراتع غنی برای دامداری است و به همین علت دامداری در آن رونق فراوانی دارد.